# Reconstructionist Rabbinical College
Das Reconstructionist Rabbinical College  („Rabbiner-College der Rekonstruktionisten“; Abk. RRC) ist das einzige rekonstruktivistisch-jüdische Seminar.

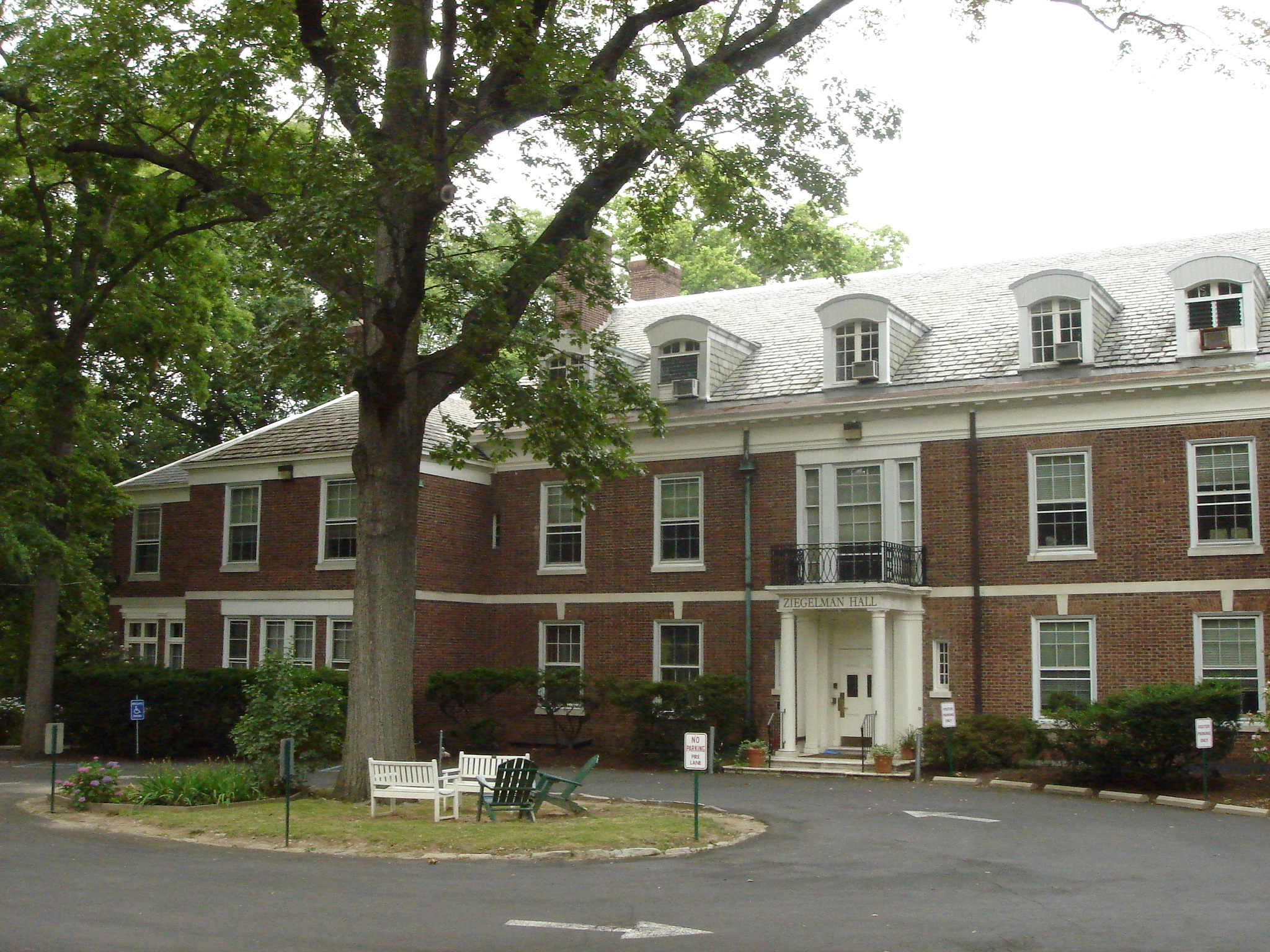
Hauptgebäude des Reconstructionist Rabbinical College (RRC) in Wyncote, PA

Das Seminar befindet sich in den Vereinigten Staaten in Pennsylvania, in Wyncote, in der Nähe von Philadelphia, und ist von der Middle States Association of Colleges and Schools akkreditiert.
Das College wurde 1968 von Rabbi Mordechai Kaplan, dem Begründer des Rekonstruktionismus in den USA, gegründet.
RRC-Präsidenten waren Ira Eisenstein (1968–1981), Ira Silverman, Arthur Green (1986–1993), David A. Teutsch (1993–2002) und Dan Ehrenkrantz.

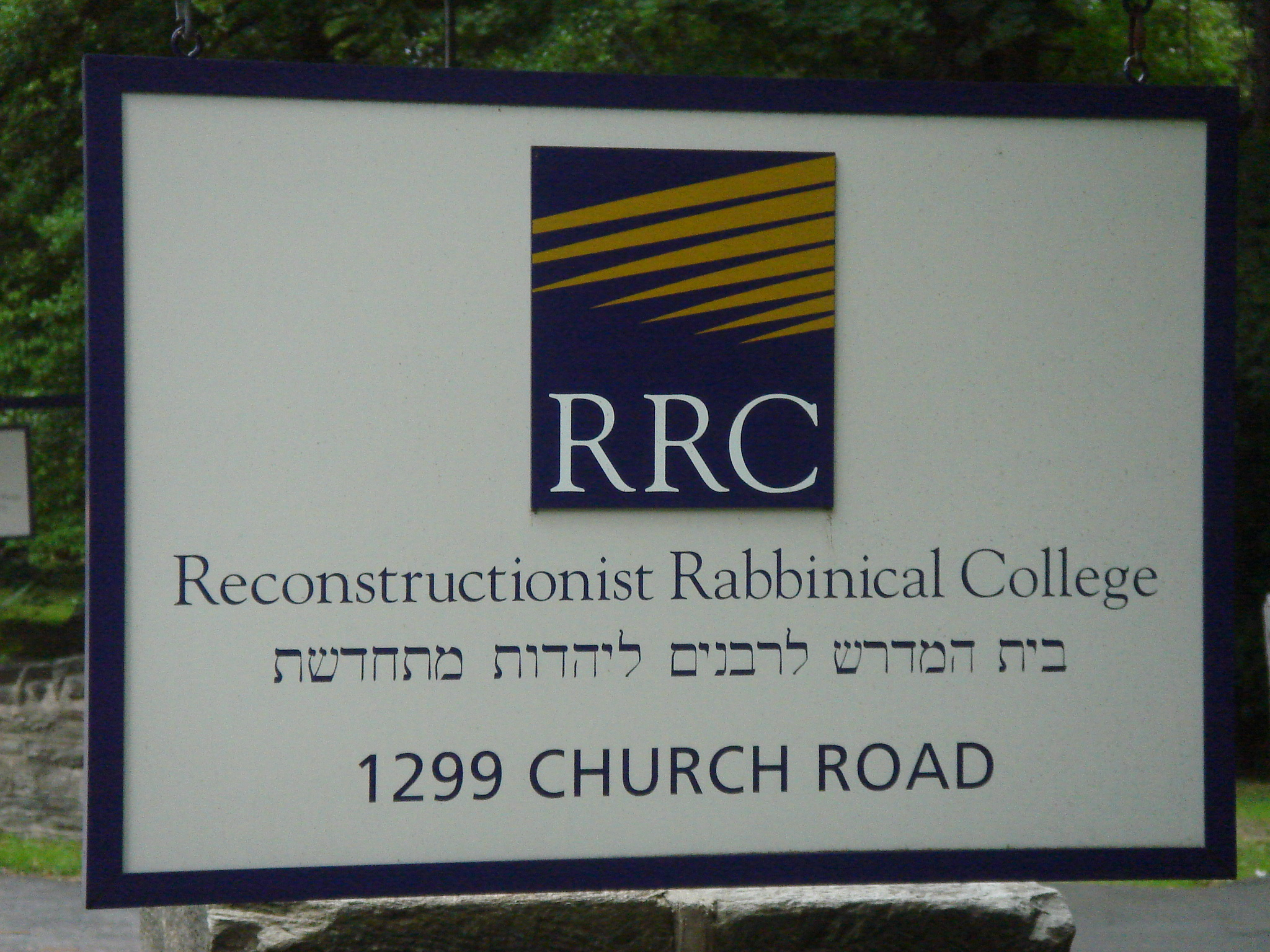
Tafel

Sandy Eisenberg Sasso wurde 1974 am RRC ordiniert.